# Gai Servili Ahala (mestre de la cavalleria 439 aC)

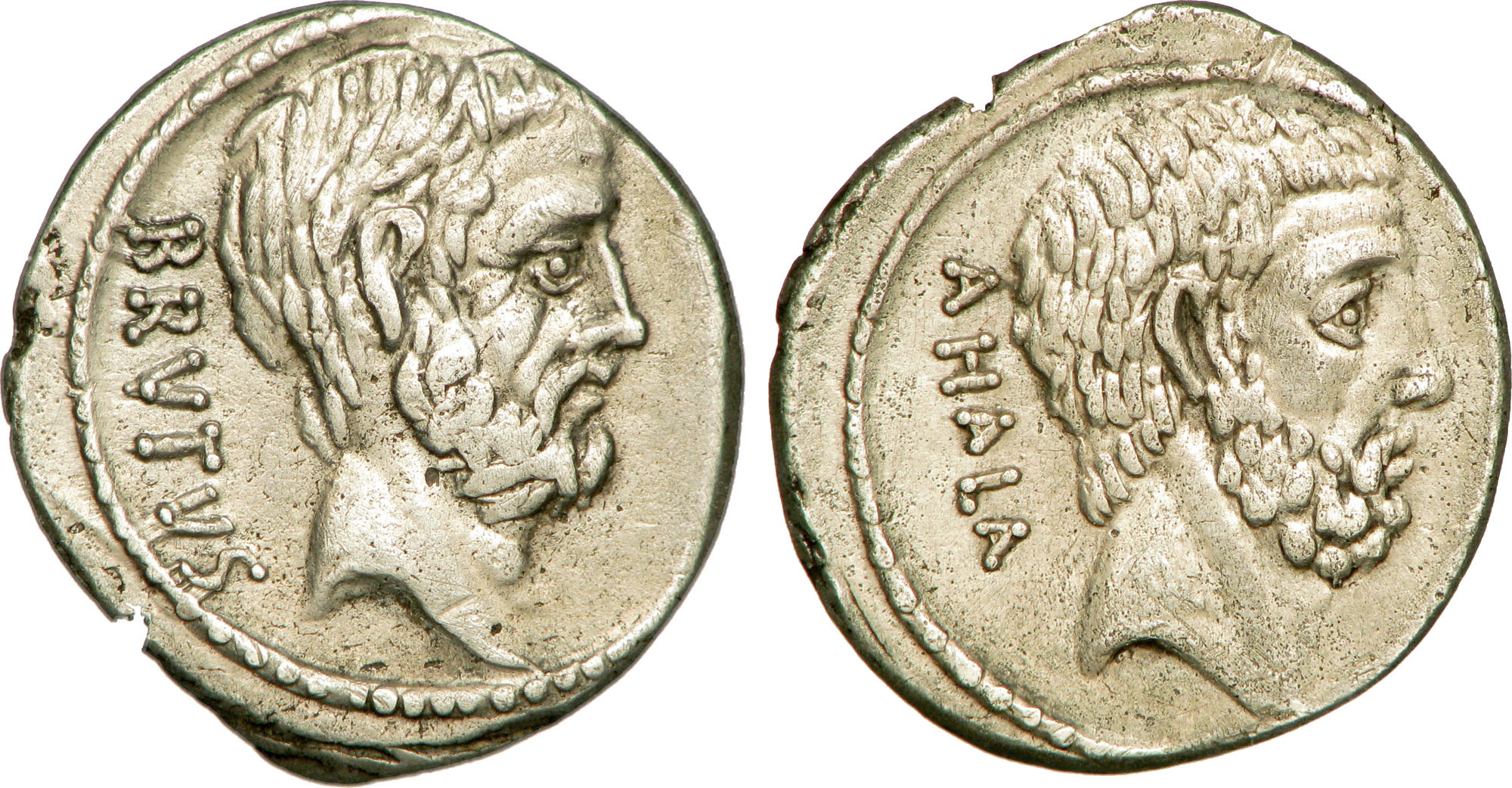
Un denari romà encunyat per Brut, que afirmava descendir de Servili Ahala, ca. 54 aEC

Gai Servili Ahala (en llatí: Gaius Servilius Ahala) va ser un polític del segle v aC a l'antiga Roma, considerat per molts escriptors posteriors d'haver estat un heroi. La seva fama es basava en l'afirmació que va salvar Roma d'Espuri Meli l'any 439 aC matant-lo amb una daga oculta sota l'aixella. Açò podria ser menys un fet històric i més un mite etiològic, inventat per explicar el cognomen Servília "Ahala"/"Axilla", que significa "aixella" i és probablement d'origen etrusc.
Tal com relata Titus Livi i altres autors, Ahala va servir com a magister equitum l'any 439 aC sota la dictadura de Luci Cincinnat (nomenat amb l'excusa que Espuri Meli conspirava contra l'estat). En ser nomenat el dictador tots els llocs estratègics i el Capitoli van ser controlats per partidaris dels patricis, i de matí, quan el poble es va concentrar al Fòrum encapçalat per Meli, Ahala es va presentar i el va comminar a presentar-se davant el dictador. Meli es va refugiar a un palau, però va ser capturat per Ahala i assassinat. Encara que més tard aquest fet va ser considerat una heroïcitat, al seu temps Ahala va ser jutjat pel seu crim i va escapar a la condemna per un exili voluntari. L'any 436 aC un tribú de nom Espuri Meli va proposar una llei per confiscar les propietats d'Ahala, però la llei va ser rebutjada.